# 유서 (책)
유서(類書)는 참고서의 일종으로, 주로 현대의 백과사전과 같은 성격을 띤 서적들을 총칭하던 고대 중국의 용어에서 온 단어이다. ‘부서’(部書)라고도 한다. 고대 중국에서 처음 유래하여 이후 한국과 일본에도 전래되었다.
서양 학자들은 일반적으로 유서를 현대의 백과사전에 해당한다고 간주하지만,；:13-14 중국 학자들은 이와 관련하여 의견을 달리한다. 청 왕조 말기에서 민국 초기에 걸쳐 활동했던 학자 원이둬(闻一多)는 유서가 현대적(당시 기준) 의미의 백과사전과 다르고 《토원책자》(兔園冊子) 같은 다소 천박하다고 혹평받는 책자와 같은 것들에 불과하다고 하였다. 유서로 분류되는 책들도 그 안에서 여러 종류로 구분이 가능하다고 할 수 있으며 이 모든 부류들을 한데 뭉뚱그려서 ‘백과사전‘이라고만 정리하기는 어렵다.:13-14 중국의 학자로 산동대학교 유학고등연구원(儒学高等研究院)의 부원장을 맡은 두저쉰(杜泽逊)은 중국의 유서가 서양에서 운위되는 백과사전과는 그 성격이 분명히 구별되며, 유서는 ‘다양한 지식의 내용을 종합적으로 요약한 뒤에 저술한’ 책으로 그 다양한 도서의 문구 및 단락의 원문을 거의 수정하지 않고 다 함께 분류하여 편집한다고 지적하였다.

## 역사

### 중국
유서의 연원은 중국 선진(先秦) 시대로 소급할 수 있는데, 전국시대 진(秦)의 상국(相國)을 지낸 여불위(吕不韦)가 주도하여 편찬한 《여씨춘추》(吕氏春秋):5가 유명하다. 어떤 독창적인 사상을 발안하여 제시한다기보다 당시 유행하던 여러 사상가들의
사상들의 장점을 따고 그 단점을 버리는 것이 그 편찬의 주된 취지였다.
삼국시대 위 문제(魏文帝) 때에 편찬된 《황람》(皇覽) 40여 부는 오로지 황제만이 열람할 수 있었다. 그 후 중국의 역대 왕조가 대대로 이를 모방하여 황실의 장서를 바탕으로 거질의 책을 편찬했으며, 때문에 송대(宋代)의 왕응린(王應麟)은 이 《황람》을 두고 중국 유서의 ‘시조’로 보고 있다.
남북조 시대 유서는 특히 번영을 누렸다. 刘杳의 《수광서원》(寿光书苑, 200권), 유준(刘峻)의 《유원》(类苑, 120권), 서면(徐勉)의 《화림편략》(华林遍略, 620권), 조정(祖珽)의 《수문전어람》(修文殿御览, 360권) 등이 이 시대를 대표하는 유서이다.:16
현존하는 가장 이른 시기의 것으로 비교적 그 완질이 남아 있는 것은 수당(隋唐) 시기에 우세남(虞世南)이 편찬한 《북당서초》(北堂書鈔)로 원래는 173권이었다. 당대에 유서는 상당히 발전하였는데, 현존하는 당대의 유서는 네 종류가 있다.：《북당서초》는 당 고조(唐高祖)의 명으로 구양순(歐陽詢)이 주도하여 편찬한 《예문유취》(藝文類聚, 100권), 서견(徐堅)이 지은 《초학기》(初學記)와 《백씨육첩》(白氏六帖)이다.
송대에는 이방(李昉) 등이 송 태종(宋太宗)의 명으로 편찬한 《태평광기》(太平廣記, 500권)와 《태평어람》(太平御覽, 1000권), 왕흠약(王欽若) 등이 편찬한 《책부원귀》(冊府元龜, 1000권), 그리고 1267년 남송(南宋)의 왕덕린(王應麟)이 편찬한 《옥해》(玉海, 240권)가 대표적인 유서로 꼽힌다.
명(明) 영락(永樂) 연간에 해진(解縉), 요광효(姚廣孝) 등이 편찬한 《영락대전》(永樂大典, 22877권)은 권책의 분량이 그 규모가 가장 컸지만, 전란을 거치면서 대부분이 분실되고, 현존하는 것은 원서의 30분의 1 수준에 지나지 않는다. 명 왕조에서 유서의 수는 두드러지게 늘어났다. 가정(嘉靖) 연간에는 유서체 형식의 문언소설(文言小说)의 편집, 간행의 전성기가 찾아왔다. 왕근(王圻)의 《패사휘편》(稗史彙編), 섭향고(葉向高)의 《설류》(說類), 동사장(董斯張)의 《광박물지》(廣博物志) 등이 대표적이다. 유서 형식의 문언소설집 간행은 독자들로 하여금 관련 작품을 찾아보기 쉽게 한다는 장점이 있었으며, 이는 명대 소설 보급이 용이하게 이루어지는 요인이 되었다.
송대 이후 명 만력(萬曆) 연간에 이르기까지 통속적인 생활 정보를 담은 일용유서(日用類書)가 성행하였으며, 그것은 주로 천문(天文) ・ 지리(地理)에서 점 보기(술수학), 법률, 의학, 교육, 요리 레시피(식보食譜)등 다양한 분야를 다루었고, 서민의 일상과 관련한 실용적이고 도덕적인 교육과 문화 및 오락의 요구를 제공한다. 《사림광기》(事林广记), 《거가필용사류전집》(居家必用事类全集)과 《신각천하사면편람삼태만용정종》(新刻天下四民便览三台万用正宗, 약칭 삼태만용정종)등이 이러한 일용유서에 속한다. 공사간 문서 서식에 대한 지침을 담은 유서도 있는데, 《신편사문류취한묵전서》(新编事文类聚翰墨全书), 《신편사문류취계찰청전》(新编事文类要启札青钱), 《鼎锲燕台校正天下通行书柬活套》 등이다. 만력 연간에 여문태(余文台)가 간행한 《만용정종부구인》(万用正宗不求人)은 일상유서에서 ‘서계 서식’ 한 부문을 다루었고, 《간서갈귀》(干书谒贵), 《干人荐举》, 《간구촉탁》(干求嘱托) 등 권세가에게 보내 청탁하는 데에 쓰는 서찰 서식을 수록하였다. 풍몽룡이 편집한 《연거필기》(燕居笔记) 한 책은 《대우여소관문안서》(大友与小官问安书), 《소관봉계우서》(小官奉契友书), 《결계서》(结契书), 《소관답서》(小官答书) 등 동성애 관련 연애편지를 모은 것이다.
황우직(黄虞稷)의 도서 소장 목록인 《천경당서목》(千顷堂书目)에는 명대의 유서 128종이 실려 있다. 청대에 편찬된 《명사》(明史) · 예문지(艺文志) 역시 《천경당서목》에 근거해서 첨삭을 행했다. 《중국고적총목》(中国古籍总目)에 수록된 명대의 유서는 439종에 달한다.
청대(清代)에 진몽뢰(陳夢雷)와 장정석(蔣廷錫)이 편찬한 《고금도서집성》(古今圖書集成)은 그 분량이 1만 권으로 분(分) 6편 32전(典) 6109부(部)로 이루어진, 중국에 현존하는 가장 거질의 책이다.
청 가경 연간에 감고관(监考官) 즉 과거 시험의 감독관이었던 요원지(姚元之)는 과거를 보러 온 고생(수험생)들이 으레 《유전》(类典)이니 《문해제유》(文海题备), 《사서인물유전고주》(四书人物类典串珠) 등 과거 응시와 관련된 유서들을 고시장까지 가지고 들어와 부정행위를 하는 것을 적발하곤 하였다. 1815년에 이르러 이러한 유서들을 조사, 단속해 달라는 주청이 들어오자 가경제는 과거 응시하는데 유서의 내용을 답안에 써넣는 것은 진정한 학문이 될 수 없다며 이를 엄중히 조사해 단속하도록 하였다. 이를 계기로 중국에서 유서의 발전은 막다른 길로 접어들게 된다.:54-55

## 체재
기존에 사부(四部) 즉 경(經), 사(史), 자(子), 집(集)의 분류 체계상 「유서」의 체재는 이 가운데 어디에 속한다고 정의할 수 없는 특수한 것이었다. 청대의 《사고전서총목》(四庫全書總目) 〈자부류서류소서〉(子部類書類小序)에서는 「유사(類事)라는 책은 사부를 두루 수록하여 경도 아니고 사도 아니고 자도 아니고 집도 아니라, 사부 안에 분류할 곳이 없다」(類事之書, 兼收四部, 而非經非史非子非集, 四部之內, 乃無類可歸)라고 하고 있다.
위진남북조 시대 진(晋)은 유서를 사부(史部) 즉 역사서로 분류했는데, 《수서》(隋書) · 경적지(經籍志)에는 자부(子部) 즉 철학 사상서로 분류했다. 당송 시대에는 자부 안에 새롭게 유사(類事)라는 항목이 세워져서 유서를 이에 속하는 것으로 분류했다.:15-16 그리고 《사고전서》는 《수서》의 분류를 따라 유서를 자부로 분류했다.

## 평가
중국 고대 학자들은 경전을 정리하고 이를 유서라는 형태로 편찬하여 학문을 연구하는 전통이 있었다. 유서는 정해진 목차에 따라 정보를 분류, 결집하여 열람이 편리할 뿐 아니라, 현재는 유실된 많은 고서의 내용을 보존하여 지식의 보급과 문화 발전을 촉진하는 데 큰 역할을 하였다.
그러나 과거 제도가 실시된 후, 유서는 사람들에게 독서의 지름길이 되었고, 점차 유서 자체를 못마땅하게 여기는 학자들이 생겨난다.:55 사람들이 어떤 책을 시간을 들여 읽고 자신의 머리로 생각하지 않고 책의 일부분, 글의 단편만을 따다 실어놓은 유서만 읽고서 그 책을 다 읽었다, 혹은 이런 내용이다 식으로 착각해 버리는 등 독서를 겉핥기로만 하는 인간들이 늘어나는 문제의 원인이라고 여겼던 것이다.